# پیشگیری و مقابله با نشت نفت در دریا

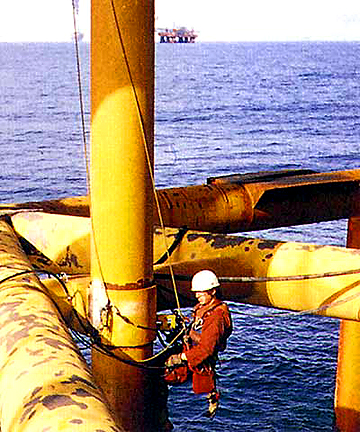
بازرس دکل حفاری نفت در دریا

پیشگیری و مقابله با نشت نفت در دریا، مطالعه و تمرین کاهش تعداد حوادث حفاری دریایی است که باعث انتشار نفت یا مواد خطرناک در محیط زیست می‌شود و مقدار آزاد شده در طی آن حوادث را محدود می‌کند.
جنبه‌های مهم پیشگیری شامل ارزیابی تکنولوژیکی تجهیزات و رویه‌ها و پروتکل‌های آموزش، بازرسی و برنامه‌های اضطراری برای اجتناب، کنترل و خاموش کردن عملیات دریایی است. پاسخ شامل ارزیابی فن‌آوری تجهیزات و روش‌های پاکسازی نشت نفت، و پروتکل‌هایی برای شناسایی، نظارت، مهار، و حذف نشت نفت و احیای حیات وحش و زیستگاه آسیب‌دیده‌است.
در ایالات متحده، طرح‌های اضطراری پیشگیری از نشت نفت در دریا و طرح‌های واکنش اضطراری از الزامات فدرال برای همه تأسیسات نفتی دریایی در آب‌های فدرال ایالات متحده است. این وظایف نظارتی که در حال حاضر توسط خدمات مدیریت مواد معدنی (MMS) اداره می‌شود، در ۱۹ مه ۲۰۱۰ دستور داده شد تا به اداره امنیت و اجرای محیط زیست تازه ایجاد‍ شده وزارت کشور ایالات متحده منتقل شود. نشت نفت در آب‌های داخلی به عهده آژانس حفاظت از محیط زیست (EPA) است، در‍ حالی که نشت نفت در آب‌های ساحلی و‍ بنادر‍ آب‌های عمیق به عهده گارد ساحلی ایالات متحده است.
برخلاف معیارهای بهترین فناوری موجود (BAT) که توسط قانون هوای پاک و قانون آب پاک تصریح شده‌است، اصلاحیه‌های قانون زمین‌های فلات قاره بیرونی در سال ۱۹۷۸ تصریح می‌کند که روش‌های حفاری دریایی و واکنش نشت نفت شامل استفاده از بهترین فناوری‌های موجود و ایمن (BAST) می‌شود). در حالی که برنامه ارزیابی و تحقیق فناوری (TAR) وظیفه تحقیق و توسعه چنین فناوری‌هایی را از طریق پروژه‌های قراردادی دارد، عوامل انسانی نیز در جلوگیری از نشت نفت بسیار مرتبط هستند. همان‌طور که ویلیام کوک، رئیس سابق شعبه عملکرد و ایمنی مدیریت مواد معدنی فراساحلی برای MMS، بیان کرد: «تکنولوژی کافی نیست. دیر یا زود با یک انسان روبرو می‌شود. کاری که آن انسان انجام می‌دهد یا انجام نمی‌دهد، اغلب تضمین می‌کند که فناوری همان‌طور که در نظر گرفته شده‌است کار می‌کند - یا نمی‌کند. فناوری -- به ویژه -- فناوری جدید، نوآورانه و پیشرو باید با عوامل انسانی و سازمانی (HOF) در یک رویکرد مدیریت ایمنی سیستم ادغام شود."

## Top 10 largest oil spills in history
| رتبه | تاریخ             | علت              | منبع                                      | محل                                     | حجم نشت             |
| ---- | ----------------- | ---------------- | ----------------------------------------- | --------------------------------------- | ------------------- |
| ۱.   | ۲۳–۲۷ ژانویه ۱۹۹۱ | اقدام عمدی عراق  | تانکرهای نفت                              | ۱۰ مایلی خارج از کویت                   | ۲۴۰–۴۶۰ میلیون گالن |
| ۲.   | ۲۰ آوریل ۲۰۱۰     | انفجار           | دکل حفاری Deepwater Horizon               | خلیج مکزیک، ۵۰ مایلی از سواحل لوئیزیانا | ۲۱۰ میلیون گالن     |
| ۳.   | ۳ ژوئن ۱۹۷۹       | خوب فوران        | چاه نفت Ixtoc 1                           | خلیج مکزیک                              | ۱۴۰ میلیون گالن     |
| ۴.   | ۲ مارس ۱۹۹۲       | نشت              | چاه نفت                                   | دره فرغانه، ازبکستان                    | ۸۸ میلیون گالن      |
| ۵.   | ۱۹ ژوئیه ۱۹۷۹     | برخورد تانکرها   | امپراتور اقیانوس اطلس و کاپیتان دریای اژه | ترینیداد و توباگو                       | ۸۷ میلیون گالن      |
| ۶.   | ۸ سپتامبر ۱۹۹۴    | سد ترکید         | مخزن نفت                                  | روسیه                                   | ۸۴ میلیون گالن      |
| ۷.   | آوریل ۱۹۷۷        | خوب فوران        | میدان نفتی اکوفیسک                        | دریای شمال                              | ۸۱ میلیون گالن      |
| ۸.   | ۴ فوریه ۱۹۸۳      | برخورد           | سکوی میدانی نوروزی                        | خلیج فارس، ایران                        | ۸۰ میلیون گالن      |
| ۹.   | ۲۸ مه ۱۹۹۱        | انفجار           | تانکر ABT تابستانی                        | فراساحل آنگولا                          | ۷۸ میلیون گالن      |
| ۱۰.  | ۶ اوت ۱۹۸۳        | آتش‌سوزی در تانکر | تانکر Castillo de Bellver                 | کیپ تاون، آفریقای جنوبی                 | ۷۸ میلیون گالن      |

منبع

## مقررات و پیامدها
به دلیل الزامات تصفیه و دفع برای حفاری و تولید، ضایعات احتمالاً سخت‌تر می‌شوند. ممنوعیت دفع زمین، به ویژه برای عملیات نفت و گاز از راه دور، چالش‌های بزرگ‌تری ایجاد خواهد کرد. هزینه‌های قابل‌توجهی که برای تولیدکنندگان نفت و گاز که از این موج جدید مقررات پیروی می‌کنند، تنها با هزینه‌های مهم‌تر عدم انطباق جبران خواهد شد. آژانس فدرال حفاظت از محیط زیست (EPA) در ایالات متحده و نهادهای مشابه در سطح جهانی و همچنین بسیاری از سازمان‌های ایالتی و محلی، قابلیت‌ها و فعالیت‌های اجرایی خود را به شدت افزایش داده‌اند. اکثر قوانین زیست‌محیطی دارای اتهامات جنایی هستند. به همین دلیل، بسیاری از پرسنل عملیات و اعضای مدیریت ارشد شرکت‌های بزرگ از طریق ناآگاهی از الزامات پیچیده‌تر و پیامدهای شدید نقض قوانین زیست‌محیطی، خود را در سمت اشتباه اقدامات اجرایی محیط‌زیست قرار داده‌اند.
معاهدات بین‌المللی، مانند کنوانسیون بین‌المللی برای جلوگیری از آلودگی کشتی‌ها (MARPOL)، که توسط سازمان بین‌المللی دریانوردی اداره می‌شود و در بسیاری از کشورها به عنوان قانون اجرا می‌شود (مانند قانون آلودگی نفتی ایالات متحده در سال ۱۹۷۳). برای ریختن نفت از کشتی‌ها محدودیت‌ها، ثبت و مجازات‌های اجباری را اعمال می‌کند.
در سال ۱۹۶۷، حادثه دره توری در سواحل بریتانیا باعث نشت مقادیر زیادی نفت به اقیانوس شد. از جمله مسائلی که این حادثه بر آن تأکید کرد، بحث غرامت اقتصادی بود؛ زیرا قوانین موجود به دولت انگلیس و فرانسه اجازه شکایت از شرکت مسئول را برای دریافت غرامت کافی نمی‌داد. امروزه مقررات متعددی مانند قانون آب پاک و کنوانسیون بین‌المللی مسئولیت مدنی برای خسارت آلودگی نفتی (CLC) وجود دارد که چارچوبی را برای نحوه برخورد با موضوع غرامت ارائه می‌دهد. هدف این مقررات این است که مشخص کند چه کسی مسئول است، چه خسارت‌هایی باید جبران کند و چه کسانی باید غرامت دریافت کنند. سازمان‌های غیردولتی نیز وجود دارند که با ادعاهای جبران خسارت نشت نفت سروکار دارند، مانند فدراسیون بین‌المللی آلودگی مالکان نفتکش Limited (ITOPF)، یک سازمان غیرانتفاعی. اگرچه مقررات بین‌المللی مانند CLC وجود دارد و به‌طور گسترده پذیرفته شده‌است، اما در همه جا اعمال نمی‌شود. به عنوان مثال، ایالات متحده در ایجاد CLC مشارکت داشته‌است، اما امضاکننده CLC نیست زیرا آنها مقررات ملی گسترده‌ای دارند، مانند قانون آب پاک و قانون آلودگی نفتی که به جای CLC بر آن تکیه می‌کنند، در حالی که چین فقط بخش‌هایی از آن را اجرا کرده‌است.

## فن آوری‌ها
چاه‌های تولید هیدروکربن بر اساس «موانع» در محل برای حفظ مهار طراحی و مدیریت می‌شوند. یک فلسفه «موانع دوگانه» به‌طور معمول استفاده می‌شود که به موجب آن دو مانع مستقل تأیید شده برای مخزن هیدروکربنی و محیط زیست همیشه مورد نیاز است. شکست یک مانع منجر به آزاد شدن هیدروکربن نمی‌شود. در طی مراحل مختلف حفاری، تولید، کار و رهاسازی، بسیاری از قطعات مختلف تجهیزات برای حفظ کنترل سیالات و فشار چاه مورد استفاده قرار خواهند گرفت.

### حفاری جلوگیری از فوران

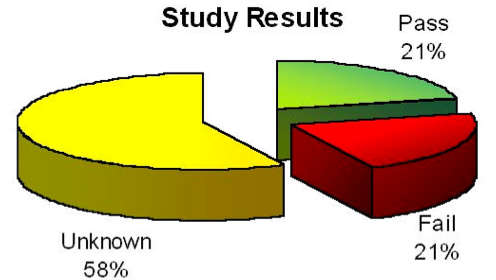
شکل ۱. از قوچ‌های برشی آزمایش شده، ۵۰٪ تحت فشارهای مورد انتظار در حفاری در اعماق دریا شکست خوردند.

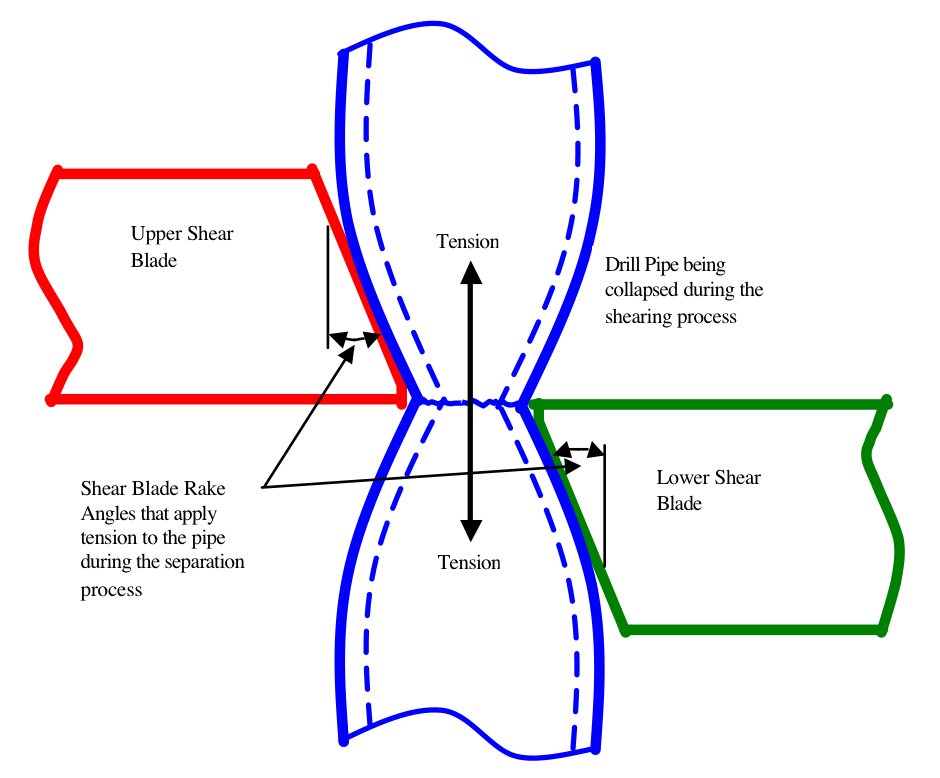
شکل ۲. در یک قوچ برشی، دو تیغه به صورت هیدرولیکی رانده می‌شوند تا لوله مته فولادی ضخیم را برش دهند.

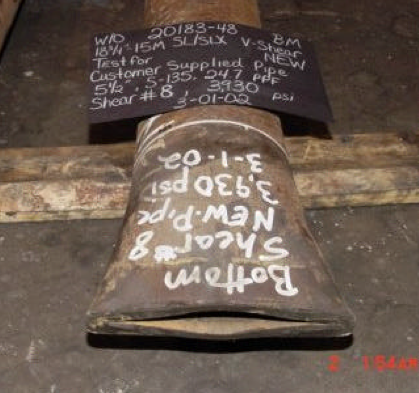
شکل ۳. انتهای بریده شده یک لوله مته.

دستگاه‌های کنترل ایمنی اولیه برای حفاری چاه، جلوگیری کننده‌های فوران (BOPs) هستند که برای نزدیک به یک قرن در کنترل حفاری چاه نفت در خشکی مورد استفاده قرار می‌گیرند. فناوری تجهیزات BOP از دهه ۱۹۶۰ در چاه‌های دریایی اقتباس شده و مورد استفاده قرار گرفته‌است. بازرسی و تعمیر BOPهای زیر دریا بسیار پرهزینه تر است و عواقب خرابی به‌طور بالقوه بسیار بدتر است. دو نوع از BOP دریایی در حال استفاده وجود دارد. جلوگیری از فوران زیر دریا که در کف اقیانوس قرار دارد و مانع فوران سطحی که بین لوله بالابر و سکوی حفاری قرار دارد. واحد سطح کوچک‌تر، سبک‌تر، کم‌هزینه‌تر است و برای تست‌های معمول و نگهداری آسان‌تر است. با این حال، از فوران ناشی از شکستگی لوله بالابر جلوگیری نمی‌کند.
BOPها اغلب حاوی مجموعه‌ای از مکانیسم‌های قطع مستقل است، بنابراین در صورت خرابی، افزونگی وجود دارد و توانایی کار در همه شرایط عادی با لوله مته در داخل یا خارج از سوراخ چاه وجود دارد. به عنوان مثال، BOP مورد استفاده در Deepwater Horizon، دارای پنج «قوچ» و دو «حلقه ای» جلوگیری از انفجار بود. قوچ‌ها دو نوع بودند: «قوچ لوله ای» و «قوچ برشی». اگر‍ لوله مته در چاه باشد، قوچ‌های لوله عمود بر لوله می‌لغزند و در اطراف آن بسته می‌شوند تا یک مهر و موم محکم ایجاد کنند. بازگیرهای حلقوی نیز در اطراف لوله بسته می‌شوند، اما حرکت عمودی بیشتری دارند، بنابراین اگر لوله مته به سمت پایین فشار داده شود، کمی شل می‌شوند، همان‌طور که ممکن است در عملیات «خراب کردن» یا «قتل چاه» ضروری باشد. قوچ‌های برشی ممکن است به عنوان آخرین راه حل برای بریدن لوله مته و بستن همه چیز، از جمله هر چیزی که ممکن است داخل لوله مته باشد، استفاده شود.
مطالعات انجام شده برای خدمات مدیریت مواد معدنی، قابلیت اطمینان قوچ‌های برشی در حفاری در آب‌های عمیق را زیر سؤال برده‌است. شکل ۱ نتیجه یک مطالعه در سال ۲۰۰۲ بر روی سکوهای نفتی فراساحلی را نشان می‌دهد. این مطالعه برای پاسخ به این سؤال طراحی شده‌است که "آیا تجهیزات BOP یک دکل معین می‌تواند لوله را برش دهد تا در برنامه حفاری مشخص در سخت‌ترین شرایط مورد انتظار استفاده شود؟" هفت مورد از چهارده مورد در این مطالعه آزمایش نکردند، مورد دیگری داده‌های کافی برای نتیجه‌گیری قطعی نداشت و سه مورد نتوانستند لوله را تحت شرایط واقعی چاه و فشار آب دریا برش دهند. در هر مورد خرابی، افزایش فشار روی قوچ‌ها از مقدار طراحی آن، با موفقیت لوله را برش داد. یک مطالعه بعدی در سال ۲۰۰۴ این نتایج را با نمونه بسیار بزرگتری از لوله‌های مته و جلوگیری از فوران معمولی از سه سازنده مختلف تأیید کرد.
علاوه بر فشار ناکافی قوچ، تحقیقات نیویورک تایمز در مورد نشت نفت Deepwater Horizon مناطق مشکل‌دار دیگر را برای جلوگیری از فوران آب‌های عمیق فهرست کرده‌است. اگر یکی از اتصالات رزوه‌دار بین بخش‌های لوله در داخل یک قوچ برشی قرار گیرد، قوچ احتمالاً آن را قطع نمی‌کند، زیرا اتصالات «تقریباً تخریب ناپذیر» هستند. نیاز به دو رام برشی در هر بازدارنده فوران ممکن است به جلوگیری از این مشکل و جلوگیری از برخی از انواع «شکست تک نقطه ای» کمک کند. فن آوری‌های دیگری که ممکن است قابلیت اطمینان BOPها را بهبود بخشد شامل سیستم‌های پشتیبان برای ارسال دستورات به BOP و زیردریایی‌های قوی تر است که به سیستم هیدرولیک BOP متصل می‌شوند.

### روکش چاه

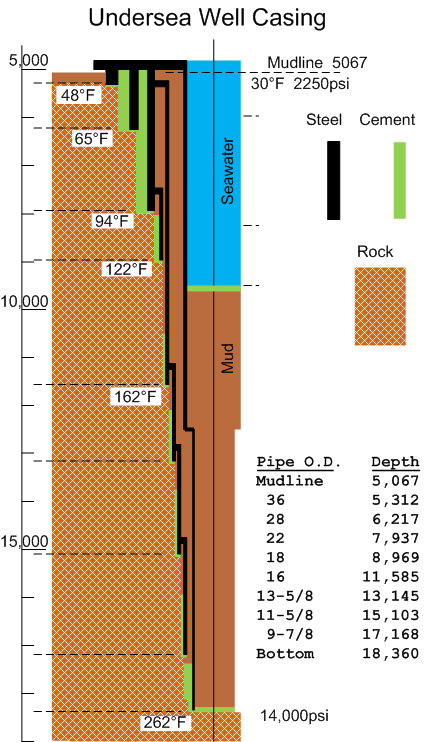
شکل ۴. روکش چاه‌های معمولی در طول آزمایش‌های نهایی قبل از بسته شدن.

پوشش چاه‌های نفت دریایی با مجموعه‌ای از لوله‌های فولادی تو در تو که به دیواره‌های سنگی گمانه سیمان شده‌اند، مانند شکل ۴ انجام می‌شود. هر بخش توسط یک آداپتور رزوه ای در انتهای پایین بخش بالا آویزان شده‌است. خرابی پوشش یا سیمان می‌تواند منجر به تزریق نفت به لایه‌های آب زیرزمینی، جریان به سطح دور از چاه یا فوران در دهانه چاه شود.
چاه‌های نفت علاوه بر روکش‌ها، معمولاً حاوی «لاینر تولید» یا «لوله‌های تولید» هستند که مجموعه دیگری از لوله‌های فولادی معلق در داخل بدنه هستند. «حلقه» بین پوشش و لاینر تولید با «گل» با چگالی خاص پر می‌شود تا فشار داخل پوشش با «فشار منفذی» سیالات در «سازمان‌های سنگی» اطراف «متعادل» شود.
برای اطمینان از اینکه سیمان یک مهر و موم قوی، پیوسته و ۳۶۰ درجه بین محفظه و گمانه ایجاد می‌کند، «متمرکز کننده‌ها» در اطراف بخش‌های پوشش قبل از پایین آمدن آنها به داخل گمانه قرار می‌گیرند. سپس سیمان در فضای بین پایین بخش جدید پوشش و پایین گمانه تزریق می‌شود. سیمان در اطراف بیرونی محفظه جریان پیدا می‌کند و سیمان خالص و بدون آلودگی را جایگزین گل موجود در آن فضا می‌کند. سپس سیمان در حالی که جامد می‌شود چندین ساعت کاملاً ثابت نگه داشته می‌شود.
بدون متمرکز کننده، خطر زیادی وجود دارد که کانالی از گل حفاری یا سیمان آلوده در جایی که پوشش با چاه تماس پیدا می‌کند باقی بماند. این کانال‌ها می‌توانند مسیری را برای انفجار بعدی فراهم کنند. حتی یک ترک نازک را می‌توان با فشار عظیم روغن از پایین باز کرد. سپس فرسایش سیمان می‌تواند از ذرات ماسه با سرعت بالا در روغن رخ دهد؛ بنابراین، یک ترک مویی می‌تواند به یک کانال فوران با باز بودن تبدیل شود.
یکی دیگر از دلایل شکست سیمان، صبر نکردن کافی برای جامد شدن سیمان است. این می‌تواند نتیجه یک برنامه حفاری عجولانه باشد، یا اگر نشتی وجود داشته باشد که باعث خزش سیمان در مدت زمانی که قرار است گیرش شود، ممکن است اتفاق بیفتد. یک " ثبت ارزیابی سیمان " می‌توان پس از هر کار سیمان اجرا کرد تا یک بررسی دقیق و ۳۶۰ درجه از یکپارچگی کل مهر و موم ارائه شود. گاهی اوقات این لاگ‌ها به دلیل فشارهای برنامه حذف می‌شوند.
سیمان همچنین برای تشکیل موانع دائمی در حلقهٔ بیرونی لاینر تولید و موانع موقت در داخل آستر استفاده می‌شود. از موانع موقت برای «بستن» چاه پس از حفاری و قبل از شروع تولید استفاده می‌شود. شکل ۴ یک مانع را نشان می‌دهد که با جایگزینی گل سنگین بالای آن با آب دریا سبک‌تر آزمایش می‌شود. اگر پلاگین سیمان بتواند فشار حاصل از گل زیر را مهار کند، جریان آب دریا به سمت بالا وجود نخواهد داشت و می‌توان آن را برای بسته شدن نهایی با گل جایگزین کرد.
در شکل ۴ هیچ مانع سیمانی در حلقه وجود ندارد. در حالی که هیچ الزامی برای چنین موانعی وجود ندارد، افزودن آنها می‌تواند خطر انفجار را از طریق یک کانال باز مستقیم از مخزن به سطح به حداقل برساند.